# Simon Lacroix (acteur)
Pour les articles homonymes, voir Simon Lacroix et Lacroix.
Simon Lacroix est un comédien canadien  né le 30 août 1984 à Ottawa, en Ontario. Il est diplômé du Conservatoire d'art dramatique de Montréal en 2011. 
Il est l'auteur de plusieurs projets expérimentaux, dont la web-série Deep, dans laquelle il tient un rôle principal. Il fait également partie de l'équipe de scénaristes de la web-série humoristique en stop motion Mouvement Deluxe. Son style donne souvent dans l'absurde et les dialogues qu'il met en scène sont sa marque de commerce.

## Théâtre
- 2009 : L'Envolée Symphonique, mise en scène de Marie-Josée Bastien (Thomas)
- 2010 : Le Jumeau de Molière, mise en scène d'Hubert Fielden
- 2010 : Appartement B, mise en scène de Frédéric Blanchette (Sam)
- 2010 : Kroum, mise en scène de Claude Lemieux (Tougati)
- 2010 : OMFUG, mise en scène de Patricia Nolin (Slim, Henry Hackamore)
- 2011 : Le jardin de griottes (La Cerisaie), Mise en scène d'Igor Ovadis (Lopakhine)
- 2011 : Pinocchio [4] (Théâtre de la Roulotte), Mise en scène d'Hugo Bélanger (Gepeto, Mangefeu, l'homme de l'île aux jouets)
- 2011 : Poésie, sandwichs et autres soirs qui penchent, mise en scène de Loui Mauffette [5]
- 2014 : les voisins (Junior)
- 2020 : Fairfly, mise en scène de Ricard Soler Mallol

## Télévision
- 2013 : 19-2 : l'homme au tutu (saison 2, épisode 6)
- 2013-2015 : Yamaska : René (saisons 5 et 6)
- 2013 : O' : Noah
- 2017 : Lâcher prise : Éric Samson
- 2017 : District 31 : Guy Poirier
- 2017 : L'Académie : M. Paul
- 2018-2019 : Léo (saisons 1 et 2) – Drouin
- 2021 : Faits divers (série télévisée) : Albert Scott Ducharme
- 2023 : Mégantic : L'abbé Rémi David